# Ambasciatori prussiani negli Stati Uniti
L'ambasciatore prussiano negli Stati Uniti era il primo rappresentante diplomatico della Prussia negli Stati Uniti.
Le relazioni diplomatiche iniziarono ufficialmente nel 1817 e rimasero attive sino alla costituzione della Confederazione Germanica del nord nel 1867 e poi dell'Impero tedesco nel 1871 quando le funzioni passarono all'ambasciatore tedesco negli Stati Uniti.

## Regno di Prussia
- 1817-1823: Friedrich von Greuhm
- 1823-1825: vacante
- 1825-1830: Ludwig Niederstetter
- 1830-1834: vacante
- 1834-1844: Friedrich Ludwig von Rönne
- 1844-1848: Friedrich von Gerolt
- 1848-1849: Friedrich Ludwig von Rönne
- 1849-1867: Friedrich von Gerolt

1867: Chiusura dell'ambasciata